# Virginia Slims of Los Angeles 1978
Il Virginia Slims of Los Angeles 1978 è stato un torneo di tennis giocato sul cemento indoor.
È stata la 5ª edizione del torneo, che fa parte del WTA Tour 1978.
Si è giocato a Los Angeles negli Stati Uniti, dal 23 al 29 gennaio 1978.

## Campionesse

### Singolare
Martina Navrátilová ha battuto in finale  Rosemary Casals con il punteggio di 6–3, 6–2

### Doppio
Betty Stöve /  Virginia Wade hanno battuto in finale  Greer Stevens  /  Pam Teeguarden con il punteggio di 6–3, 6–2